# بنيامين موانغاتا
بنيامين موانغاتا (بالإنجليزية: Benjamin Mwangata) (مواليد 11 مارس 1966) هو ملاكم تنزاني، مثّل بلاده في الألعاب الأولمبية الصيفية في دورتي 1988 و1992.

## روابط خارجية
بنيامين موانغاتا على موقع اللجنة الأولمبية الدولية (الإنجليزية)
- بنيامين موانغاتا على موقع أوليمبيديا (الإنجليزية)
- بنيامين موانغاتا على موقع اتحاد ألعاب الكومنولث (مؤرشف) (الإنجليزية)